# Obres de carros de Hòmiel
Planta de construcció de carros de Hòmiel que porta el nom del Mikhaïl Kalinin és una empresa especialitzada en la fabricació i reparació de cotxes de passatgers per a les necessitats del ferrocarril, situada a la ciutat de Hòmiel, Belarús. Forma part dels Ferrocarrils Belarussos.

## Història
La planta va ser fundada el 1874 com a taller de reparació de locomotores de vapor del ferrocarril Libavo-Roman. L'any 1929, una planta de reparació de locomotores es va establir sobre la base dels tallers. El nom de Obres de carros de Hòmiel des de 1945.
Durant la Segona Guerra Mundial, l'equip de la planta va ser portat a la planta de reparació de locomotores d'Ufa.
L'any 1945 es va reprendre a Hòmiel la reparació de turismes i la producció de recanvis. Des de 1959, la planta ha passat a la reparació de cotxes de passatgers totalment metàl·lics.
El 1948-1957, es va completar la restauració completa de la planta, es va augmentar la capacitat de producció. MPS pren una decisió sobre l'especialització de la planta en la reparació de vagons totalment metàl·lics (CVM). La reparació del CVM de l'equipatge, el correu i el compartiment està sota control.
El 1961-1967 es va crear un departament per cobrir les superfícies de peces d'automòbil.
L'any 1964 es va crear un taller de desmuntatge de vagons i muntatge de peces i muntatges, es va canviar la calefacció de la planta de vapor a aigua.
L'any 1977 es va organitzar un taller independent d'eines i metall. Properament es posarà en funcionament el nou edifici del taller de transport.
El 1980-1991 es van introduir els horaris de xarxa per a la reparació de vagons, es van introduir processos tecnològics progressius i es va dominar la producció de béns de consum no alimentaris.
El 1991-1999 es van implementar mesures per millorar la producció en condicions de mercat i es va dominar la producció de nous béns de consum.
Les mesures adoptades per dominar les noves capacitats de producció van permetre començar a reparar les carrosseries dels turismes en construcció de l'estació de ferrocarril de Tver a partir de l'1 de gener de 2002.
El 2000-2012, la planta va començar a construir cotxes de passatgers juntament amb Kriúkivski vahonobudivní zavod.
A causa d'un canvi en les característiques de la producció, el nom de l'empresa es va reorganitzar el novembre de 2011 a Gomel Carriage Construction Plant CJSC.

## Producte
Hòmiel VBZ realitza reparacions importants de vagons en l'àmbit de dipòsit, fàbrica, capital i reparació de capital.
Repara més de 150 tipus de vagons per a diferents finalitats, incloent:
- Vagons de 2 i 4 eixos: passatgers, primera classe, compartiments, suaus, RIC, interregionals, suburbans;
- detectors de defectes: magnètics, ultrasònics, etc.;
- laboratoris: detecció de defectes, pesatge, fluorogràfic, meteorològic, etc.;
- estacions: estacions de proves de ponts; exploració de túnels; bombes d'aigua; emissores de ràdio; centrals elèctriques, etc.;
- vagons especials: postals, equipatges, correu-equipatges, banca, servei, restaurants, cuines, banys, farmàcies, clubs, equipatges mèdics, sanitaris, especials, comunicacions, circ, propaganda tècnica, etc.

La planta de reparació de vagons de Hòmiel és l'única de la República Belarúsa que fabrica pastilles de fre de ferro colat per a vagons de passatgers i mercaderies i per a material mòbil. Dominar la producció de pastilles de fre del tipus RIC.